# Louis-Joseph Manscour
Louis-Joseph Manscour, né le 20 mars 1945 à La Trinité (Martinique), est un homme politique français. Il est maire de La Trinité entre 1988 et 2014, député de la Martinique de 2002 à 2012 et député européen (groupe S&D / Alliance progressiste des socialistes et démocrates au Parlement européen) de 2014 à 2019.

## Biographie

### Carrière professionnelle
Louis-Joseph Manscour grandit auprès d’un père charpentier, d’une mère au foyer, d’un frère et d’une sœur dont il est le benjamin. Il quitte La Trinité pour suivre ses études à Fort-de-France. Puis, devenu instituteur, il rejoint le Nord-Atlantique, où il enseigne, plus tard, l’histoire-géographie en tant que professeur de collège.
Marié et père de deux enfants, il est président d’une association omnisports pendant quinze ans et participe à la vie politique de la Martinique.

### Carrière politique
Dans les années 1960, de nombreux élus de la SFIO rejoignent le camp du gaullisme et le socialisme en Martinique traverse une grave crise d’identité. C’est alors que Louis-Joseph Manscour avec notamment Serge Jean-Louis, Emmanuel Serbin, Siméon Salpetrier et Casimir Banglidor, fondent en 1972 la Fédération socialiste de la Martinique (FSM) à l’issue du congrès d'Épinay.
En 1974, Louis-Joseph Manscour, secrétaire de section et secrétaire fédéral à la formation, organise la visite de François Mitterrand, candidat à l’élection présidentielle, à La Trinité. À croire que le futur président de la République en gardera un bon souvenir, puisqu’il ne manquera jamais ses rendez-vous avec cette ville, bastion socialiste depuis 1945, lors de ses différents voyages en Martinique.[réf. nécessaire]
Premier adjoint au maire de La Trinité depuis 1977, il en devient le maire en 1988, et le restera durant 26 ans jusqu'aux élections municipales de 2014 auxquelles il n'est pas candidat.
Élu au Conseil général en 1985, il en sera le premier vice-président de 1998 à 2002. Il exerce aussi, entre 1998 et 2001, le mandat de conseiller régional, et la présidence de la SEM départementale de développement et d’équipement de la Martinique de 1992 à 1998. 
Louis-Joseph Manscour se présente aux élections législatives de juin 2002. Il remporte la circonscription du Nord-Atlantique face au député RPR sortant. À l’Assemblée nationale, il devient membre de la commission des Affaires économiques, de la délégation pour l’Union européenne, du FEDOM et préside le groupe d’amitié France-Panama. Il perd son siège lors des législatives de 2012, battu par Alfred Marie-Jeanne.
Lors de la convention nationale du Parti socialiste pour l’Outre-mer, le 28 avril 2006, il appelle à « une révolution des esprits » nécessaire à une France fière de sa diversité au sein d’une Europe unie.
Il est le 1er secrétaire de la Fédération socialiste de la Martinique (FSM) entre 2008 et 2012.
Lors des élections élections européennes de 2014, il est candidat dans la section Atlantique de la circonscription Outre-Mer. 
Il a deux passions : le jeu d’échecs, pour lequel il a été champion de la Martinique en 1980, et la pétanque.[réf. souhaitée]

## Synthèse des mandats
- 13/03/1977 - 13/03/1983 : Adjoint au maire de La Trinité (Martinique)
- 14/03/1983 - 19/03/1989 : Membre du conseil municipal de La Trinité (Martinique)
- 14/03/1983 - 10/06/1988 : Adjoint au maire de La Trinité (Martinique)
- 18/03/1985 - 29/03/1992 : Membre du conseil général de la Martinique
- 11/06/1988 - 19/03/1989 : Maire de La Trinité (Martinique)
- 20/03/1989 - 18/06/1995 : Maire de La Trinité (Martinique)
- 30/03/1992 - 22/03/1998 : Membre du Conseil général de la Martinique
- 19/06/1995 - 18/03/2001 : Maire de La Trinité (Martinique)
- 09/03/2008 : Maire de La Trinité
- 15/03/1998 - 19/03/2001 : Membre du conseil régional de Martinique
- 23/03/1998 - 05/12/2002 : 1er vice-résident du Conseil général de la Martinique

- 1er juillet 2014 - 1er juillet 2019 : Député européen